# Michael Wenden
Michael Vincent Wenden, detto Mike (Sydney, 17 novembre 1949), è un ex nuotatore australiano.

## Biografia
Specializzato nello stile libero, ha vinto le medaglie d'oro nei 100 m sl e 200 m sl ai Giochi olimpici di Città del Messico 1968, in aggiunta all'argento nella staffetta 4x200 m sl e al bronzo nella 4x100 m sl.
È diventato uno dei Membri dell'International Swimming Hall of Fame.
È stato primatista mondiale dei 100 m sl.

## Palmarès
- Olimpiadi
  - Città del Messico 1968: oro nei 100 m e 200 m sl, argento nella staffetta 4x200 m sl e bronzo nella 4x100 m sl.
- Mondiali di nuoto
  - 1973 - Belgrado: argento nella staffetta 4x200 m sl e bronzo nei 100 m sl.
- Giochi dell'Impero e del Commonwealth Britannico
  - 1966 - Kingston: oro nei 110yards sl e nelle staffette 4x110yards e 4x200yards sl.
- Giochi del Commonwealth Britannico
  - 1970 - Edimburgo: oro nei 100 m e 200 m sl e nelle staffette 4x100 m sl, 4x200 m sl e 4x100 m misti.
  - 1974 - Christchurch: oro nei 100 m sl e nella staffetta 4x200 m sl, argento nelle staffette 4x100 m sl e 4x100 m misti, bronzo nei 200 m sl.